# Богданчовци
Богданчовци (болг. Богданчовци) — село в Болгарии. Находится в Габровской области, входит в общину Габрово. Население составляет 38 человек.

## Политическая ситуация
Богданчовци подчиняется непосредственно общине и не имеет своего кмета.
Кмет (мэр) общины Габрово — Томислав Пейков Дончев (Граждане за европейское развитие Болгарии (ГЕРБ)) по результатам выборов.